# Madschid Arslan

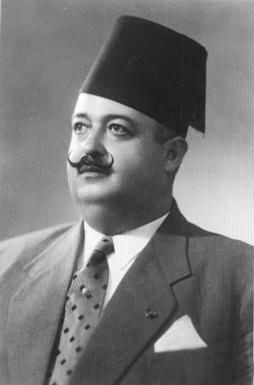
Madschid Arslan

Madschid Taufiq Arslan (arabisch مجيد توفيق أرسلان Madschid Taufiq Arslan, * Februar 1908 in Choueifat, Vilâyet Beirut, Osmanisches Reich; † 18. September 1983 in Chaldeh, südlich von Beirut) war ein libanesischer Drusenführer sowie Nationalheld. Er war Oberhaupt der Familie Arslan, eine der zwei regierenden Drusenfamilien, den Arslans und den Dschumblatts.

## Leben
Emir Madschid Arslan war der Vorsitzende der Yazbaki-Faktion. Er war eine politische Nationalfigur und spielte bei der Unabhängigkeit des Libanon eine wichtige Rolle als seit 1931 langjähriges Mitglied des libanesischen Parlaments sowie Regierungsminister. Er erhielt von 1937 bis 1975 sehr viele und verschiedene ministerielle Portfolios, darunter vor allem die Verteidigung, Gesundheit, Telekommunikation, Landwirtschaft und Justiz. Er wurde auch bei der Parlamentswahl 1943 sowie zuletzt bei der Wahl 1972 in die Nationalversammlung gewählt.
Er ist der Sohn des Emirs Taufiq Arslan, der 1920 dabei half, den Großlibanon zu gründen. Madschid Arslan studierte an der berühmten französischen Schule, die Mission Laique Francaise. Sein Sohn Talal Arslane ist der Vorsitzende der Libanesischen Demokratischen Partei.